# Something to Believe In (Anna Bergendahl)
Something to Believe In è il secondo album in studio della cantante svedese Anna Bergendahl, pubblicato nel 2012.

## Tracce
1. I Don't Know (Where We're Going with This)
2. Live and Let Go
3. I Hate New York
4. Something to Believe In
5. The Good Thing
6. Fun
7. Love, Me
8. A Good Time
9. Better Than This
10. The Sensible Choice
11. The Last Time
12. Wrong